# Gertrud Lutz

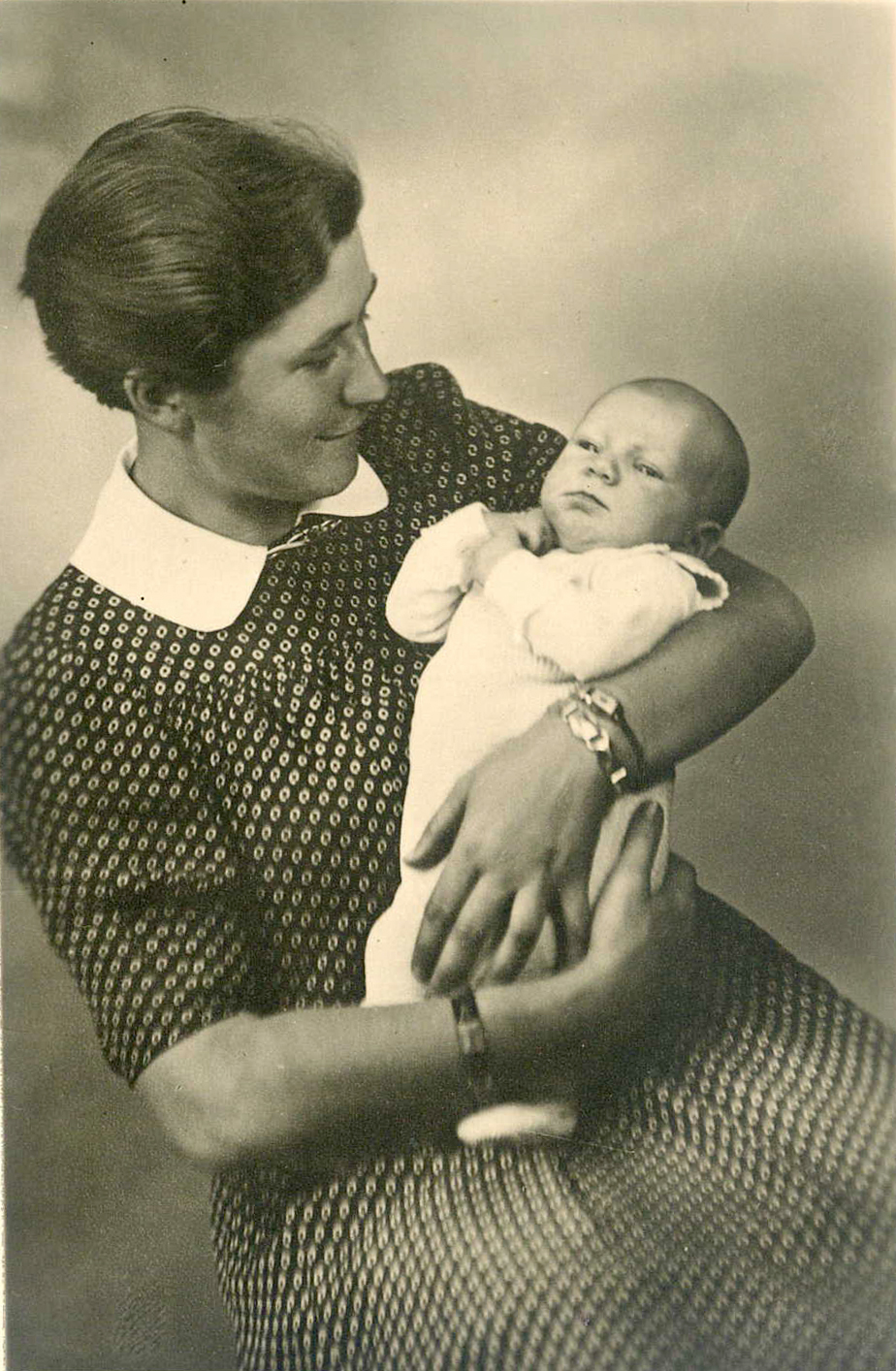
Gertrud Lutz mit Tochter 1942

Gertrud „Trude“ Lutz, geborene Schlotterbeck (* 17. September 1910 in Reutlingen; † 30. November 1944 im KZ Dachau), war eine deutsche Widerstandskämpferin.

## Leben
Gertrud Schlotterbeck war die Tochter des Metallarbeiters Gotthilf Schlotterbeck und seiner Frau Maria Schlotterbeck; ihre Brüder waren die Widerstandskämpfer Friedrich Schlotterbeck (1909–1979) und Hermann Schlotterbeck (1919–1945). Sie wuchs in Stuttgart-Luginsland auf. Nach ihrer kaufmännischen Ausbildung wurde sie zunächst arbeitslos. Sie wurde Mitglied des Kommunistischen Jugendverbands Deutschlands (KJVD) und trat 1931 in die KPD ein. Zu dieser Zeit arbeitete sie als Kontoristin bei einem Stuttgarter Verlag, der kommunistische Schriften publizierte.
Im Jahr 1932 erfolgte die erste Verhaftung und Untersuchungshaft wegen des Verdachtes der kommunistischen Zersetzung, am 4. Februar 1933 wurde das Verfahren auf Grund des Straffreiheitsgesetz vom 20. Dezember 1932 eingestellt (Amnestie). Im Frühjahr 1933 flüchtete sie aus Stuttgart und suchte Arbeit im Untergrund. Am 24. Oktober 1933 folgte eine erneute Verhaftung wegen Verdachts der Verbreitung kommunistischer Zersetzungsschriften, am 7. September 1934 wurde sie zu 2 Jahren und 4 Monaten verurteilt wegen Vorbereitung zum Hochverrat. Ab September 1934 bis zum 21. April 1936 war sie im Frauen-KZ Gotteszell bei Schwäbisch Gmünd inhaftiert. Statt einer Freilassung erfolgte danach die direkte Überstellung als Schutzhäftling in das Frauen-KZ Moringen.
Nach der Entlassung am 7. Dezember 1936 wohnte sie wieder in Luginsland, Annastr. 6 dann in Stuttgart-Degerloch (Auf dem Haigst 6) und arbeitete bis März 1939 als Stenotypistin. 1938 heiratete sie den Forstassessor Walter Lutz (* 13. Januar 1906). Im September 1939 bei Kriegsbeginn wurde Gertrud Lutz „vorbeugend inhaftiert“ kam aber nach kurzer Zeit wieder frei, ihr Mann Walter Lutz wurde Anfang 1942 eingezogen. Am 2. August 1942 wurde ihre Tochter Wilfriede Sonnhilde geboren. Mitten im Krieg ein Kind „Will-Friede“ zu rufen, lässt auf den Mut der Mutter schließen. Am 2. Oktober 1942 fiel Walter Lutz in Russland, er hatte seine Tochter nie gesehen.

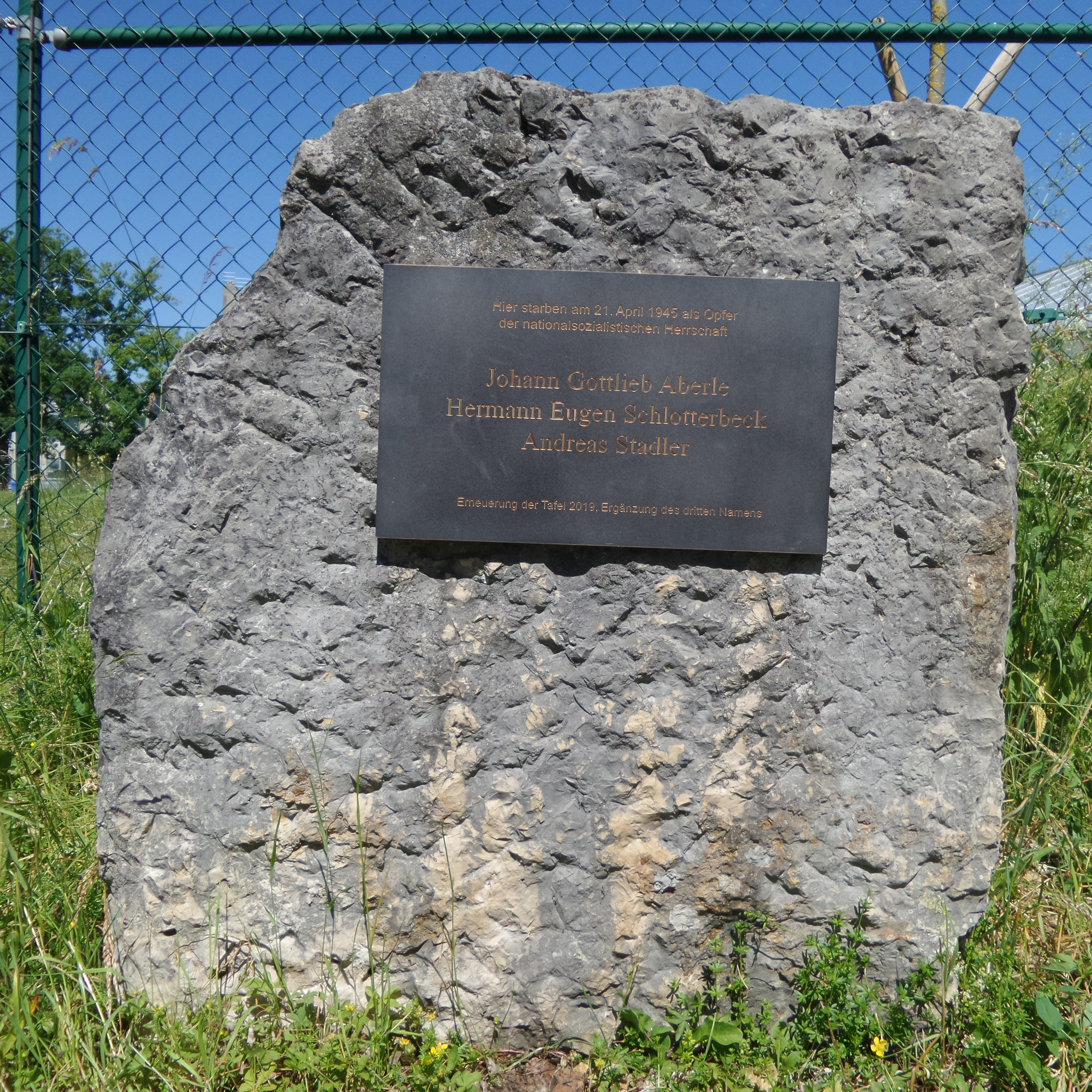
Gedenkstein für Hermann Schlotterbeck, Gottlieb Aberle und Andreas Stadler am Klärwerk Riedlingen

Seitdem ihr Bruder Friedrich Schlotterbeck am 28. August 1943 aus dem KZ Welzheim entlassen worden war, arbeitete die ganze Familie Schlotterbeck im Stadtteil Luginsland in Stuttgart-Untertürkheim aktiv gegen das NS-Regime. Gertrud Lutz zog im Januar 1944 nach Grabenstetten auf die Schwäbische Alb zur Familie des Landwirts und Bäckermeisters Gustav Keller, um sich und ihr Kind vor den zunehmenden Bombenangriffen zu schützen. Im Mai 1944 erfuhr ihr Bruder Friedrich, dass die Widerstandsgruppe Schlotterbeck durch Eugen Nesper an die Gestapo verraten worden war.
Auf getrennten Wegen versuchten Friedrich, sein Bruder Hermann, seine Braut Else Himmelheber und Karl Stäbler in die Schweiz zu fliehen. Friedrich Schlotterbeck gelang als einzigem die Flucht. Gertrud Lutz wähnte sich in Sicherheit, wurde aber am 10. Juni 1944 gemeinsam mit ihren Eltern und ihrer Tochter im Zuge der Sippenhaft verhaftet. Ihre Tochter kam – noch nicht zwei Jahre alt – zunächst in ein NSV-Kinderheim nach Waiblingen. Aus dem Gefängnis organisierte Lutz, dass die Familie Gustav Keller sich des Kindes annahm und es nach Grabenstetten holte.

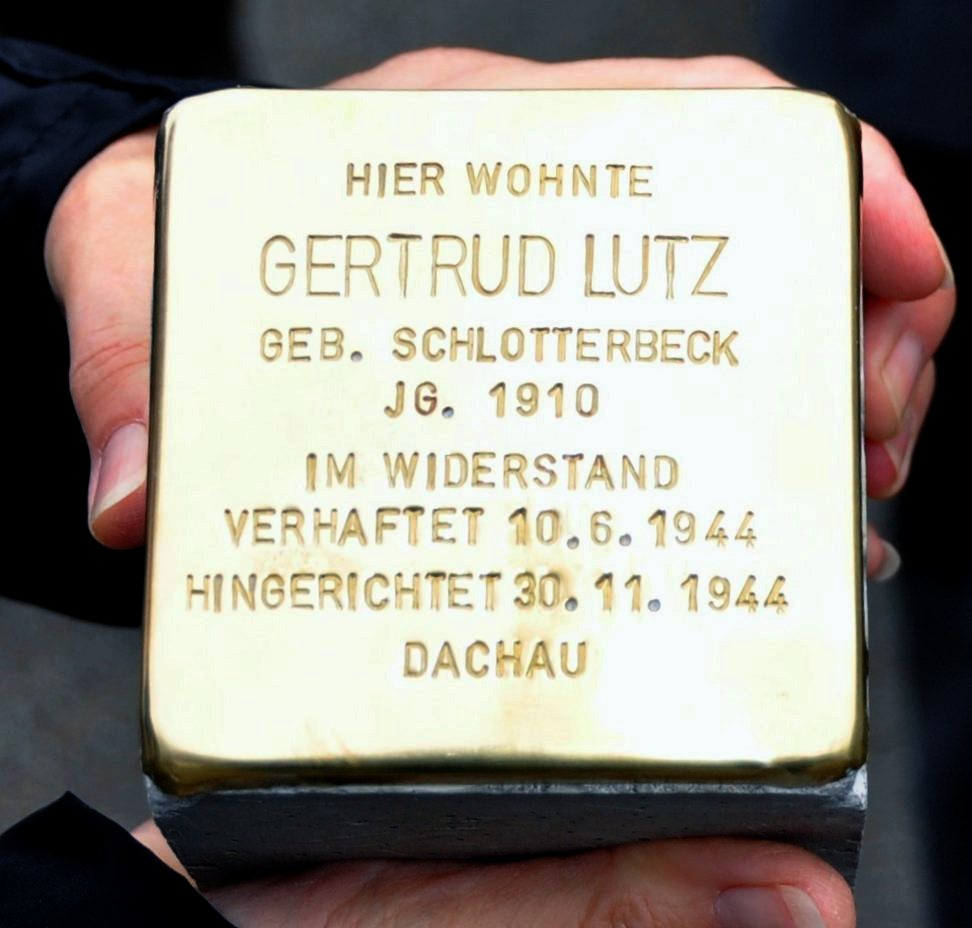
Der Stolperstein, verlegt in Stuttgart-Degerloch vor dem Haus Auf dem Haigst 6

Weitere Festnahmen im Zuge der Sippenhaft aus dem Freundeskreis erfolgten Anfang Juni in Stuttgart. Verhaftet wurden Erich Heinser, Emil Gärttner, Sofie Klenk, Emi Seitz und Hermann Seitz sowie Frieda Schwille aus Pfullingen. Else Himmelheber, der Braut von Friedrich Schlotterbeck, gelang es zunächst, sich vor der Gestapo zu verstecken, aber auch sie wurde gefasst und inhaftiert. Sie wurde wie die anderen Mitglieder der „Gruppe Schlotterbeck“  monatelang verhört und vermutlich auch gefoltert, ohne dass sie Angaben über ihre Verbindungen und ihre Untergrundtätigkeit machte. Am 27. November 1944 wurden Gertrud Lutz, Else Himmelheber sowie die Eltern Schlotterbeck von Stuttgart ins KZ Dachau transportiert und dort ohne Gerichtsverhandlung am 30. November 1944 ermordet. Ihr Bruder Hermann Schlotterbeck wurde erst im September 1944 verhaftet und monatelang im KZ Welzheim gefoltert. Auf dem Rückzug vor den Franzosen wurden die Insassen des KZ Welzheim Richtung Oberschwaben gebracht, in einem Wald bei Riedlingen nahe der Donau wurde Hermann Schlotterbeck am 21. April 1945 durch den SS-Mann Albert Rentschler erschossen. Friedrich Schlotterbeck  nahm sich mit seiner Frau Anna des Kindes seiner Schwester an.

## Ehrungen
- 1948 Ehrengrab auf dem Friedhof Stuttgart-Untertürkheim für die Widerstandsgruppe Schlotterbeck.
- In Leipzig wurde 1950 eine Straße nach ihr benannt.
- In Freist bei Eisleben trug ein Kinderheim den Namen „Gertrud Lutz“.
- Am 5. Oktober 2009 wurde zur Erinnerung an Gertrud Lutz vor dem Haus in Stuttgart-Degerloch Auf dem Haigst 6 ein Stolperstein verlegt.
- Im Juni 2023 öffnete in Tübingen ein „Linker Laden Trude Lutz“. Seit 2024 ist dieser als "Linkes Zentrum Trude Lutz" zu finden.[1]